# Сейдазов, Кожамурат
Кожамурат Сейдазов (1908 год, аул Ченгельды, Туркестанский край, Российская империя — дата и место смерти неизвестны) — колхозник, чабан, Герой Социалистического Труда (1949). Заслуженный мастер овцеводства Казахской ССР.

## Биография
Родился в 1908 году в ауле Ченгельды, Туркестанский край (сегодня — Сарыагашский район Южно-Казахстанской области, Казахстан). С раннего детства занимался батрачеством. В 1929 году вступил в колхоз «Сыр-Дарьья» Сарыаначского района Чимкентской области. Работал чабаном. С 1942 года участвовал в Великой Отечественной войне. После ранения был демобилизован в 1944 году, после чего возвратился в родной колхоз, где продолжил работать чабаном.
В 1948 году вырастил 112 ягнят от 100 овцематок. За этот доблестный труд был удостоен в 1949 году звания Героя Социалистического Труда.
В 1964 году был удостоен звания Заслуженного мастера овцеводства Казахской ССР. В 1967 году участвовал во всесоюзной выставке ВДНХ.

## Награды
- Орден Трудового Красного Знамени;
- Герой Социалистического Труда — указом Президиума Верховного Совета СССР от 3 декабря 1949 года;
- Орден Ленина (1949);